# IC 1689
IC 1689 ist eine linsenförmige Galaxie mit aktivem Galaxienkern vom Hubble-Typ S0 im Sternbild Fische auf der Ekliptik. Sie ist schätzungsweise 210 Millionen Lichtjahre von der Milchstraße entfernt und hat einen Durchmesser von etwa 55.000 Lj.
Im selben Himmelsareal befinden sich u. a. die Galaxien NGC 504, NGC 507, IC 1688, IC 1690.
Das Objekt wurde am 29. November 1899 von Stéphane Javelle entdeckt.